# 1976年夏季残疾人奥林匹克运动会瑞典代表团
1976年夏季残疾人奥林匹克运动会瑞典代表团是瑞典派出的1976年夏季残疾人奥林匹克运动会代表团。获得22枚金牌、27枚银牌和24枚铜牌。